# Aribert Reimann
Aribert Reimann (Berlino, 4 marzo 1936 – Berlino, 13 marzo 2024) è stato un pianista e compositore tedesco.

## Biografia
Già all'età di dieci anni compose i suoi primi pezzi per pianoforte. Dopo il diploma iniziò a lavorare come ripetitore alla Städtischen Oper Berlin di Berlino. Quindi studiò pianoforte, contrappunto e composizione presso la Universität der Künste Berlin seguendo i maestri Boris Blacher e Ernst Pepping. Nel 1958 Reimann si iscrisse al corso di musica dell'Università di Vienna.
Prese a esibirsi come pianista a partire dalla fine degli anni Cinquanta. Agli inizi degli anni Settanta divenne membro dell'Accademia delle Arti di Berlino. 
Dal 1983 al 1998 fu professore di storia della musica contemporanea alla Universität der Künste Berlin. Reimann scrisse musica da camera, musica sinfonica e musica lirica, sia per singoli cantanti che per cori. 
L'interesse primario di Reimann si orientò verso la composizione di opere tratte da opere letterarie. Il suo primo lavoro del genere fu Il sogno, tratto dall'omonimo dramma di August Strindberg la cui prima fu nel 1965. A questo seguiranno altre opere fra cui: Melusina, rappresentata la prima volta nel 1971 agli Schwetzinger Festspiele; il Re Lear di William Shakespeare, rappresentato la prima volta con Helga Dernesch e Dietrich Fischer-Dieskau diretta da Gerd Albrecht nel 1978 al Nationaltheater (Monaco di Baviera); il Requiem per voci, la cui prima esecuzione assoluta avvenne nell'Opernhaus di Kiel con la Dernesch; la Sonata degli spettri, sempre di Strindberg, rappresentata la prima volta nel 1983 a Berlino; Le troiane, tratto da Euripide nella versione di Franz Werfel, rappresentata la prima volta nel 1986 a Berlino; Il castello, tratto dal romanzo di Franz Kafka, rappresentato la prima volta nel 1992 a Berlino; Bernarda Albas Haus (La casa di Bernarda Alba) tratta dall'opera teatrale di Federico García Lorca, rappresentata la prima volta a Monaco di Baviera.
La Wiener Staatsoper gli commissionò la composizione dell'opera Medea tratta dall'omonima tragedia di Franz Grillparzer successivamente rappresentata nel luglio del 2010.
Reimann ricevette diverse onorificenze fra cui:
- l'Ordine al Merito di Germania nel 1985 col grado di commendatore
- il Pour le Mérite nel 1993
- l'Ordine al Merito Culturale nel 1993
- l'Ordine al Merito di Germania nel 1998 col grado di Grande Ufficiale
- l'Ordine di Massimiliano per le Scienze e le Arti nel 2003
- il Premio Ernst von Siemens nel 2011

## Opere scelte

### Opere liriche
- Il sogno (da August Strindberg) (1964)
- Gli spaventapasseri (balletto in tre atti di Günter Grass) (1970)
- Melusina (da Yvan Goll) (1971)
- Lear (da William Shakespeare) opera in 2 parti e libretto di Claus H. Henneberg (1976 - 1978)
- Sonata degli spettri (da August Strindberg) (1983)
- Le troiane (da Euripide) (1985)
- Il castello (da Franz Kafka) (1990 - 1992)
- La casa di Bernarda Alba (da Federico García Lorca) (1998 - 2000)
- Medea (da Franz Grillparzer) (2007 - 2010)

### Opere per orchestra
- Sinfonia tratta dall'opera Il sogno (1964)
- Rondes (1967)
- Loqui (1969)
- Variazioni (1975)
- Sette frammenti per orchestra in memoria di Robert Schumann (1988)
- Nove pezzi (1993)
- Concerto per violino e orchestra (1995 - 1996)
- SPIRALAT HALOM, Spirali di sogni (2002)
- Distanza vicina, ispirato a Ludwig van Beethoven (2002 - 2003)
- Isole di tempo (2004)
- Cantus per clarinetto e orchestra (2005)

### Opere vocali con orchestra
- Un ballo per i morti, suite per baritono e orchestra da camera (1960)
- Hölderlin-Fragmente per soprano e orchestra (1963)
- Verrà la morte, canzoni tratte da Cesare Pavese per soli (soprano, tenore, baritono), due cori misti e orchestra (1966)
- Inane, monologo per soprano e orchestra (1968)
- Frammenti tratto dall'opera Melusina (1970)
- Ciclo per baritono e orchestra (1971)
- Lines per soprano e orchestra da camera (1973)
- Natale senza nubi, requiem per baritono, violoncello e orchestra (1974)
- Frammenti dal re Lear per baritono e orchestra (1976 - 1978)
- Chacun sa chimère, Poème visuel di Charles Baudelaire per tenore e orchestra (1981)
- Tre canzoni da opere di Edgar Allan Poe per soprano e orchestra (1980 - 1982)
- Infinità finita da opere di Emily Dickinson per soprano e orchestra (1994 - 1995)
- KUMI ORI per baritono e orchestra (1999)
- Tarde per soprano e orchestra (2003)

### Musica da camera
- Riflessioni per sette strumenti (1966)
- Trovers da testi di trovatori francesi (1967)
- Opere di Maria Stuart da op. 135 (R. Schumann) per mezzosoprano e orchestra da camera (1988)
- Metamorfosi tratto da un minuetto di Franz Schubert per dieci strumenti (1997)
- Tre poemi di Saffo, (2000)
- Fanfarrias per il pubblico per quindici strumenti (2004)

### Canzoni
- Ciclo da opere din Paul Celan per baritono e pianoforte (1956)
- Nachtstück (Eichendorff) per baritono e pianoforte (1966)
- Six Poems by Sylvia Plath per soprano e pianoforte (1975)
- Nachtstück II (Eichendorff) per baritono e pianoforte) (1978)
- Fornito per baritono (1989)
- Scurito per contralto (1992)
- Lady Lazarus per soprano (1992)
- Nightpiece per soprano e pianoforte (1992)
- Cinque canzoni da opere di Paul Celan per tenore contraltino e pianoforte (2001)